# 통영 법륜사 산신탱
통영 법륜사 산신탱(統營 法輪寺 山神幀)는 대한민국 경상남도 통영시 태평동, 법륜사에 있는 대한제국시대의 산신도이다. 2009년 8월 6일 경상남도의 문화재자료 제471호로 지정되었다.

## 개요
이 산신도는 원래 통영 용화사의 직말사인 도솔암에 있었던 것을 현재의 장소로 이봉한 것이다. 화면 가운데에 산신은 심산유곡을 배경으로 황색 오엽선(梧葉扇)을 쥐고 검은 수염은 휘날리며 호랑이에 기대어 앉아 있다. 산신은 얼굴에 미소가 가득해 인자한 인상을 보여주는 반면 크게 뜬 두 눈은 정면을 주시하면서 꼬리를 세워 근엄한 자세를 취하고 있어 호랑이를 가볍게 제압하는 산신의 위엄을 간접적으로 보여주는 듯하다.
색채는 황색과 붉은 색이 주로 사용되었는데, 황색으로 그려진 토벽과 먼 배경에 힘차게 흘러내리는 계곡의 흰 물줄기, 그 주변으로 간간히 보이는 녹색의 초엽이 대비되고, 근경에는 갈색 고목에 다홍색, 흰색의 꽃이 피어 있어 전체적으로 어두운 화면을 흰색, 다홍으로 강조하여 어두움을 최소화했다.
또한 호랑이 눈을 금으로 채색해 서수의 의미지를 강조하고 있는 점은 눈에 띤다.
일반적으로 암산, 노송, 계곡을 배경으로 앉은 산신도와는 달리 산수가 거의 간략화되어 있으며, 웃음짓고 있는 산신과 그에 제압되어 있는 호랑이의 섬세한 묘사가 강조되어 있는 점이 특징이다.

## 참고 자료
- 통영 법륜사 산신탱 - 국가유산청 국가유산포털